# Ребел (Мириц)
Ребел (њем. Röbel/Müritz) град је у њемачкој савезној држави Мекленбург-Западна Померанија. Једно је од 60 општинских средишта округа Mecklenburgische Seenplatte. Према процјени из 2010. у граду је живјело 5.266 становника. Посједује регионалну шифру (AGS) 13056057.

## Географски и демографски подаци
Ребел се налази у савезној држави Мекленбург-Западна Померанија у округу Mecklenburgische Seenplatte. Град се налази на надморској висини од 65 метара. Површина општине износи 30,2 km². У самом граду је, према процјени из 2010. године, живјело 5.266 становника. Просјечна густина становништва износи 175 становника/km².